# Ungt blod (1937)
Ungt blod (originaltitel Bra mennesker) är en norsk svartvit dramafilm från 1937 i regi av Leif Sinding.

## Handling
David har just släppts från fängelset där han suttit för inbrott. Han träffar den prostituerade Maggi och följer med henne hem. De bestämmer sig för att börja ett nytt liv tillsammans och flyttar till landet. Ortsbefolkningen, de "bra människorna", gör dock livet surt för dem. De är upprörda över att Maggi och David inte är gifta och får vatten på sin kvarn när det visar sig att paret upplåtit sitt hem åt inbrottstjuven Peder Basen. Ortsbefolkningen ser till att David mister sitt arbete och arbetslösheten tar hårt på paret. Till slut låter ortsbefolkningen dem leva sitt liv i fred.

## Rollista
- Sonja Wigert – Maggie
- Georg Løkkeberg – David
- Harald Steen – Haakonsen
- Lars Tvinde – Egeland, lärare
- Einar Vaage – Marius Vik
- Dagmar Myhrvold – Andrine Vik
- Oscar Egede-Nissen – Peder Basen
- Finn Bernhoft – länsmannen
- Rolf Christensen	 – Gullik Kremmer
- Lizzie Florelius – Fru Løvdal
- Elsa Lindseth – Nora
- Thorleif Mikkelsen – poliskonstapel
- Pehr Qværnstrøm – en löpman
- Toralf Sandø – Haldorsen
- Eva Steen – Fru Haldorsen
- Svend von Düring – Marius Viks son
- Olaf Wilhelms

## Om filmen
Ungt blod bygger på Oskar Braatens pjäs Bra mennesker från 1930. Pjäsen omarbetades till filmmanus av regissören Leif Sinding. Filmen producerades av Ernst Ottersen för bolaget Merkur Film med Sinding som produktionsledare. Den fotades av Adrian Bjurman och klipptes av Sinding. Scenografin gjordes av Baard Hjelde och inspicienter var Martin Fiksen och Eivind Lysell.
Filmen premiärvisades den 25 oktober 1937 i Norge. Den hade svensk premiär med titeln Ungt blod den 4 juli 1938 på biografen Grand i Stockholm. Den hade finländsk premiär med titeln Tekopyhät tuomareina den 25 september 1938.

## Musik
- "Gangar", Edvard Grieg
- "Nattens toner", musik: Willie Vieth, text: Harald Laland
- "Cockney Suite", Albert Ketelbey
- "Crescendo", Bredo Lasson
- "Frühlingsrauschen", Christian Sinding
- "Sylvia, ou la nymphe de Diane", Léo Delibes